# متغیر آبی درخشان

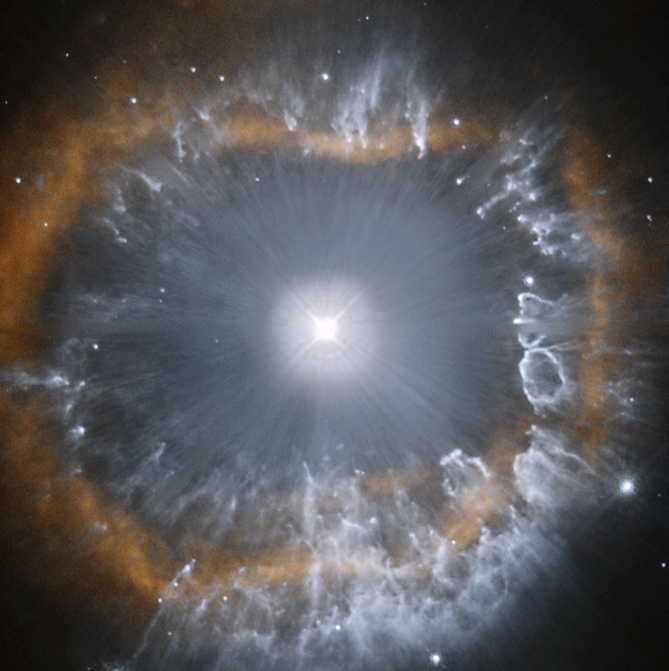
متغیر آبی درخشانِ ای‌جی شاه‌تخته از دیدگاه تلسکوپ فضایی هابل

متغیّرهای آبی درخشان (به انگلیسی: Luminous Blue Variables) که در زبان انگلیسی اختصاراً LBVs نامیده شده و همچنین با نام متغیرهای اس ماهی طلایی (S Doradus) شناخته شده، یکی از درخشان‌ترین ستاره‌های ابر ماژلانی بزرگ دانسته می‌شوند، دسته‌ای از ستارگان متغیری هستند که در طیف‌ها و درخشندگی خود تغییرات غیرقابل پیش‌بینی و گاهی چشمگیر را نشان می‌دهند. آنان همچنین گروهی از فراغول‌ها هستند.
این اجرام به‌قدری درخشانند که دیگر انواع فراغول‌ها را در پیرامون خود تحت‌الشعاع خود قرار می‌دهند. جرم همهٔ این ستارگان، از حد HD یا حد درخشندگی اس ماهی طلایی، که حدود ۴۰ جرم خورشیدی است بیشتر است. آن‌ها همگی ستارگانی با رنگ آبی مایل به سفید هستند. متغیّرهای آبی درخشان با تنها ۲۰ مورد ثبت شده در کاتالوگ عمومی ستاره‌های متغیر به نام (SDor)ها، به گونهٔ شگفت‌انگیزی نادر هستند و تعداد دیگری از آن‌ها نیز دیگر LBV محسوب نمی‌شوند.

## سرگذشت متغیرهای آبی درخشان
دو ستاره، یکی با جرم ۴۰ جرم خورشیدی و دیگری با جرم ۶۰ جرم خورشیدی را در نظر بگیرید. هر دو ستاره زندگی خود را در رشتهٔ اصلی آغاز می‌کنند. آنان پس از اتمام سوختشان، به تدریج منبسط و سرد می‌شوند. در این مرحله سیر زندگی این دو ستاره از هم جدا می‌شوند و هر کدام، در یک گروه از فراغول‌ها جای می‌گیرند. ستاره‌ای که جرمش ۴۰ جرم خورشیدی بود، زیر حدّ HD باقی می‌ماند و به فراغول سرد تبدیل می‌شود؛ مانند رو ذات الکرسی و اچ‌آر ۸۷۵۲. اما ستارهٔ دیگر با جرم ۶۰ جرم خورشیدی، نمی‌تواند یک فراغول سرد شود. تحوّل آن همچنان که به حد HD نزدیک می‌شود، متوقف می‌شود. چنین ستاره‌ای تا پیش از آن که به حد HD برسد، احتمالاً نیمی از جرم اولیه‌اش را از دست می‌دهد و به یک متغیّر آبی درخشان که ناپایدار است، تبدیل می‌شود. معمولاً بادهای یک متغیر آبی درخشان، در هر سال در حدود یک صد هزارم جرم خورشیدی از جرم آن را راهی فضا می‌کند. پی ماکیان چنین ستاره‌ای است که در قسمت پایدار حد HD قرار دارد.

### ستاره‌های ولف - رایه
در یک ستارهٔ فوق‌العاده سنگین، بادها تمام لایهٔ هیدروژنی آن را به فضا پرتاب می‌کنند و فقط لایه‌های داخلی ستاره بر جای می‌ماند. در این لایه‌ها، محصولات فرایند گداخت هسته‌ای ستاره در طی میلیون‌ها سال، فراوان وجود دارد. اخترشناسان چنین ستاره‌ای را ولف - رایه می‌نامند. این اجرام شگرف هنوز هم به شدّت جرم از دست می‌دهند. در طیف آنان خطوط کربن و نیتروژن زیادی وجود دارد، اما اصلاً خطّ هیدروژن وجود ندارد. ستاره‌های ولف - رایه هنوز هم در ردهٔ درخشان‌ترین ستاره هایِ شناخته شده به‌شمار می‌روند.

### سرانجام
یک ستاره رشتهٔ اصلی فوق‌العاده پرجرم، چه به یک فراغول سرد، و چه به یک متغیر آبی درخشان، و بعد هم یک ستاره ولف رایه تبدیل شود، سرنوشت نهایی آن، انفجار ابرنواختری است. در یک لحظه، هستهٔ ستاره می‌رمبد و زنجیره‌ای از پدیده‌های ناشی از این رمبش، لایه‌های خارجی آن را در فضا پراکنده می‌کند. این هستهٔ رمبیده حالا احتمالاً ستاره‌ای نوترونی یا حتی یک سیاه‌چاله است؛ و بدین ترتیب زندگی ستاره‌ای که روزگاری یکی از بزرگ‌ترین و درخشان‌ترین ستاره‌های یک کهکشان بود، به‌صورت یکی از کوچک‌ترین و کم نورترین اجرام آن پایان می‌یابد.

## آشناترین ستارگان متغیّر آبی درخشان
- اتا شاه تخته
- ای جی شاه تخته
- دجاجه اُب۲#۱۲
- پی ماکیان
- اس ماهی طلایی